# HD 41742
HD 41742，又名CD-45 2302，SAO 217706、HR 2158，是一颗恒星，视星等为5.93，位于銀經252.18，銀緯-26.76，其B1900.0坐标为赤經6h 1m 47.5s，赤緯-45° -26.76′ 42″。